# Бела Барток
Бе́ла Барто́к (угор. Bartók Béla Viktor János; 25 березня 1881, Нодьсентміклош, тепер Синніколау-Маре, Румунія — 26 вересня 1945, Нью-Йорк, США; в 1988-му р. перепохований в Будапешті) — угорський композитор, піаніст і музикознавець-фольклорист. Розвивав власну музичну мову, поєднуючи фольклорні елементи з математичною концепцією тону і ритмічної пропорції. Має велику музичну спадщину, яка включає шість струнних квартетів, концерти, оперу і великий дитячий педагогічний репертуар.

## Біографічні відомості
Народився у селі Надьсентміклоші в родині директора сільськогосподарського училища, музиканта-аматора (грав у місцевому оркестрі) і вчительки. Учився в Будапештській музичній академії ім. Ліста (1899—1903). З 1907 професор цієї академії по класу фортепіано. Педагогічну діяльність поєднував із концертуванням як піаніст.
Досліджував музичний фольклор багатьох народів, зокрема українського: зібрав (але не видав) близько 80 українських народних пісень. Одним з останніх творів його є обробка української народної пісні «Я купив на ярмарку ячменю» (Барток назвав її «Горе чоловіка»).
З 1888-го до 1892-го. року Б. Барток жив у Виноградові (Закарпаття, Україна), там навчився грати на фортепіано і дав свій перший публічний концерт, на якому вперше виконав власну композицію.

### 1900-ті—1920-ті роки

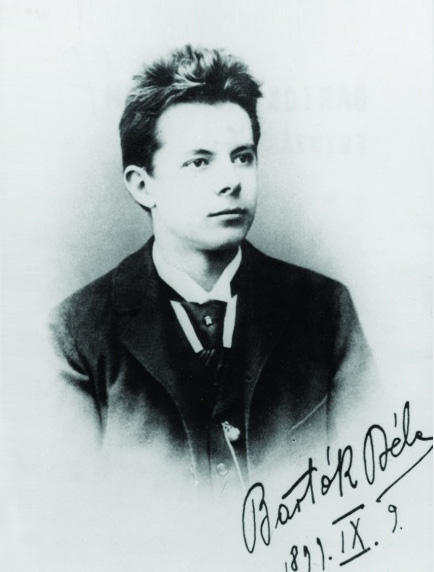
Бела Барток — випускник консерваторії

У творах 1900—1910-х рр. сполучав елементи архаїчного пісенного фольклору з гостродинамічними сучасними засобами вираження (п'єси для фортепіано, «Багателі», 1908, «Бурлески», 1911, «Варварське алегро», 1911, «Портрети» для оркестру, 1908, 2 струнних квартети — 1908 й 1915-17). Його новаторські твори, у тому числі опера «Замок герцога Синя Борода» (1911), не були прийняті консервативною критикою. Початок визнання Бартока пов'язаний із балетом «Дерев'яний принц» (тв. 1916). У період Угорської радянської республіки (1919) Барток разом із З. Кодай розробив демократичну реформу музичного життя в країні, за що зазнав репресій у роки хортистського режиму. В 1919 був написаний один з найвидатніших його творів — балет «Зачарований мандарин» (пост. 1926).
Освоївши досвід І. Стравінського, А. Шенберґа й інших сучасних західних композиторів, Барток продовжував і в 20-ті рр. розвивати національні фольклорні елементи. Але в деяких його творах цього часу ще гостріше виявилися тенденції до корінного відновлення засобів музичної виразності (2 сонати для скрипки, 3-й й 4-й квартети, ряд фортепіанних п'єс), що приводило іноді до надмірної ускладненості музичної мови. Цим творам Бартока властива крайня загостреність і динамізація мови, тяжіння до ударно-шумових ефектів і, в той же час, рафінований інтелектуалізм, витонченість колориту. 20-30-ті рр. — період розквіту гастрольно-концертної діяльності Бартока-піаніста (виступав у країнах Західної Європи, США, в 1929 гастролював у СРСР).

### 1930-ті—1940-ті роки
У 30-х рр. у творчості Бартока намітився певний поворот убік більшої простоти й класичності стилю; Барток відмовляється від деяких крайностей звукового вираження, звертається до більшої тематичної ясності й чіткості образно-емоційних задумів (2-й фортепіанний концерт, 1931, «Музика для струнних, ударних і челести», 1936).
У передвоєнні роки Барток займає антифашистську позицію. Він створює твори, що своєрідно виражають ідеї гуманізму й братерства народів. У сонаті для 2 фортепіано й ударних (1937), скрипковому концерті, «Дивертисменті» для струнного оркестру (1939) національний тематизм яскраво поєднується з динамічною напруженістю, що передає тривожну атмосферу цих років. Загальна тенденція до демократизації творчості Бартока виразилася в створенні творів для музичної самодіяльності (обробка народних угорських пісень, кантата «З минулого», 1935), а також п'єс педагогічного репертуару (44 скрипкових дуети, 1931, і фортепіанний цикл «Мікрокосмос», 1937).
У період фашистської диктатури, в 1940, Барток емігрував у США, де не отримав визнання музичних кіл і вмер у бідності. З творів американського періоду найзначніший концерт для оркестру (1943) і фортепіанний концерт (1945).
Найважливіше місце у творчості Бартока займають інструментальні твори — п'єси для фортепіано, 6 струнних квартетів, сонати й рапсодії для скрипки, багаточастинні твори для оркестру. Видатне значення мають наукові дослідження Бартока в області фольклористики. Барток сильно вплинув на формування композиторських шкіл 30-50-х рр. у країнах Східної й Південно-Східної Європи.
Посмертно визнаний гідним премії ім. Кошута (1948 рік) і Міжнародної премії Миру (1955 рік).

## Основні твори

### Сценічні твори
- Замок герцога Синя Борода, опера
- Чудесний Мандарин, балет-пантоміма
- Дерев'яний принц, балет

### Оркестрові твори
- Танцювальна сюїта (1923)
- Музика для струнних ударних і челести (1937)
- Дивертисмент для струнного оркестру (1939)
- Концерт для оркестру (1942—43, редакція 1945)

### Інструментальні концерти
- Фортепіанні
  - Концерт для фортепіано з оркестром № 1 (1926)
  - Концерт для фортепіано з оркестром № 2 (1932)
  - Концерт для фортепіано з оркестром № 3 (1945)
- Скрипкові
  - Концерт для скрипки з оркестром № 1 (1907—1908, 1st pub 1956)
  - Концерт для скрипки з оркестром № 2 (1937—1938)
  - Рапсодія № 1 для скрипки з оркестром (1928—1929)
  - Рапсодія № 2 для скрипки з оркестром (1928, rev. 1935)
- Альтові
  - Концерт для альта з оркестром (1945)

### Хорові твори
- Чотири словацькі народні пісні (1917)
- Cantata Profana (на румунські теми) (1930)
- Від старих часів (1935)

### Камерні твори
- Соната для двох фортепіано та ударних
- Струнні квартети
  - Струнний квартет № 1
  - Струнний квартет № 2
  - Струнний квартет № 3
  - Струнний квартет № 4
  - Струнний квартет № 5
  - Струнний квартет № 6
- Контрасти, для кларнета, скрипки та фортепіано (1938)
- Сонати для скрипки
  - Соната для скрипки № 1
  - Соната для скрипки № 2
  - Соната для скрипки № 3
- Скрипкові дуети (44 Duos)

### Фортепіанні твори
- 14 Багателей Op.6 (1908)
- Два румунські народні танці (1910)
- Allegro barbaro (1911)
- Елегія Op. 8a, 8b (191?)
- Сонатина для фортепіано (1915)
- Румунські народні танці (1915), також аранжування для фортепіано та скрипки, а також для оркестру
- Сюїта для фортепіано, Op. 14 (1916)
- Імпровізації Op. 20 (1920)
- Соната для фортепіано (1926)
- Im Freien  (1926)
- Мікрокосмос — (1926, 1932—39)

### Видані в перекладах українською
- Барток Б. «Глянь, дівчино…»: Угор. нар. пісня /Пер. А.Харченка.- К.: Книгоспілка, [Б.р.].- З с.

## Вшанування пам'яті
На честь Бартока названі вулиці в Ужгороді, Мукачеві, Берегові та Виноградові Закарпатської обл.
В м. Виноградів, на подвір'ї ЗОШ № 3, встановлено бюст Бартока. Іменем композитора названа місцева музична школа, в 2017 р. в місті відкрили міні-скульптуру із його зображення. Меморіальна дошка встановлена на будинку, де юний Барток жив у дитинстві6.
На набережній Ужа, навпроти будівлі Генерального консульства Угорщини, «оселився» Бейла Барток із фонографом в руках. Міні-пам'ятник відомому угорському композитору відкрили до 80-річчя від дня його смерті 25 вересня 2015 року на Православній набережній, 12. На маленькій табличці поруч із скульптуркою вказана частота угорського Радіо Барток (105.5), на якому часто лунають його твори. Копія знаходиться в місті Виноградово. У 2020 було встановлено оновлену скульптуру, яку зробив скульптор Роман Мурник.7
 

В м. Берегово на стіні Берегівської дитячої школи мистецтв ім. Золтана Кодая (який був другом композитора) в 2012 р. встановили меморіальну дошку на честь Бартока.

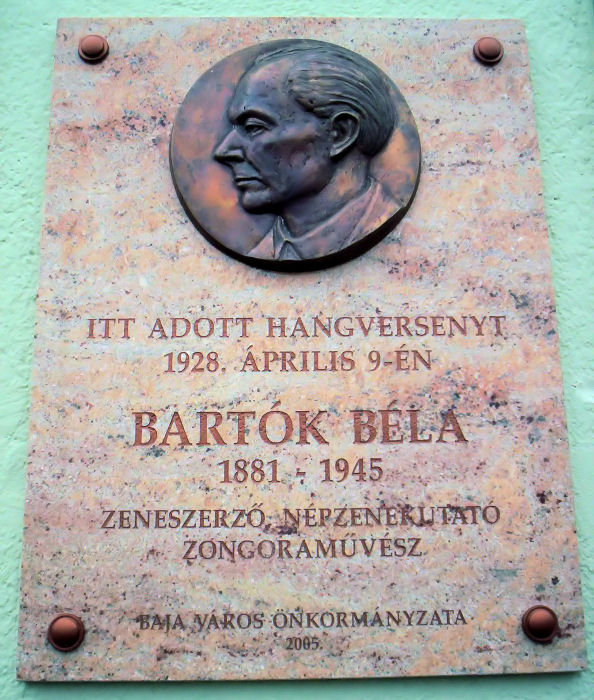
Меморіальна дошка в м.Байя